# Gjendebu
Il Gjendebu è un rifugio alpino sulle rive del lago Gjende, in Norvegia. Il rifugio si trova a 995 metri d'altezza, nella catena montuosa del Jotunheimen, nel comune di Lom (contea di Innlandet). È gestito dal Den Norske Turistforening (DNT).

## Storia

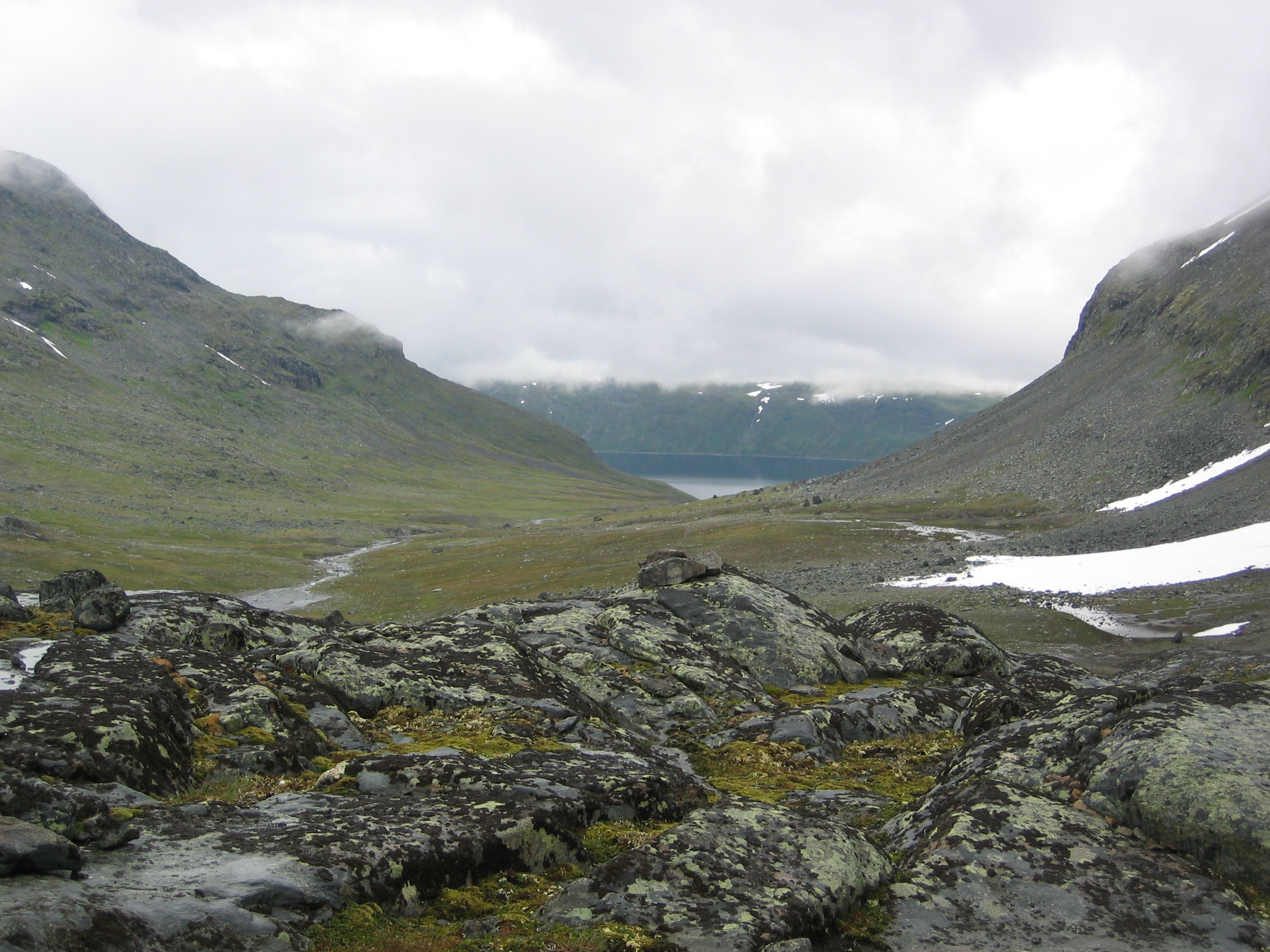
Il lago Gjende visto dal rifugio Gjendebu.

Il Gjendebu è uno dei più antichi rifugi del DNT, esso infatti fu costruito nel 1871. All'epoca disponeva di 12 posti letto su una superficie di 45 m².
Anna ed Erik Slålien sono stati i primi gestori del rifugio. La loro figlia, Gjendine Slålien (1871–1972), ha vissuto la maggior parte della propria vita a Gjendebu incontrando il compositore Edvard Grieg, in occasione di un suo soggiorno; questi, ascoltando per caso una ninnananna cantata dalla giovane, ne fu colpito e ne prese spunto per alcune composizioni, tra cui la Gjendines Bådnlåt (in italiano, Ninna nanna di Gjendine), ultimo brano delle Melodie popolari norvegesi (op. 66) del 1896. La vecchia abitazione di pietra della bambina nei pressi del Gjendebu è stata ristrutturata ed è ora visitabile.

## Caratteristiche e informazioni
Il rifugio è gestito dalla sezione DNT Oslo og Omegn (Oslo e dintorni) del DNT.
Dispone di 119 posti letto. Il personale di servizio è presente a Pasqua e d'estate, da ottobre a metà febbraio è chiuso; negli altri periodi è accessibile chiedendo la chiave di ingresso al DNT.

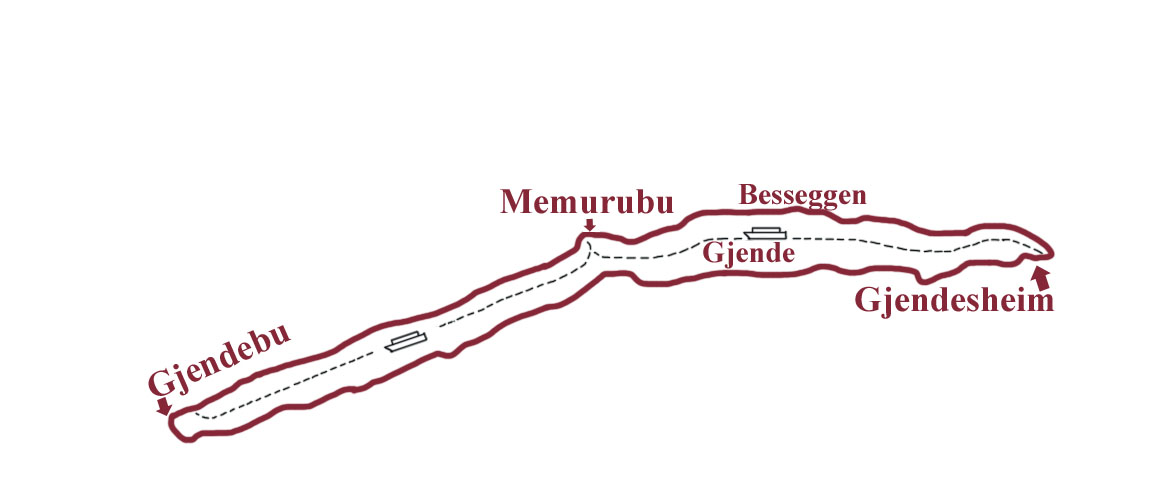
Uno schema del lago Gjende con la localizzazione dei rifugi Gjendebu, Gjendesheim e Memurubu.

## Accessi
D'estate il rifugio è raggiungibile tramite sentieri segnati oppure con barca sul lago Gjende partendo dal rifugio Gjendesheim, quest'ultimo raggiungibile in auto o autobus.
D'inverno il rifugio è raggiungibile per mezzo di sci: dal Gjendesheim sul lago Gjende ghiacciato, oppure dal rifugio Fondsbu (raggiungibile con veicoli cingolati) dopo 15 km di pista di fondo.

## Traversate
Altri rifugi nei dintorni collegati al Gjendebu: Gjendesheim, Memurubu, Fondsbu, Olavsbu, Leirvassbu e Spiterstulen.

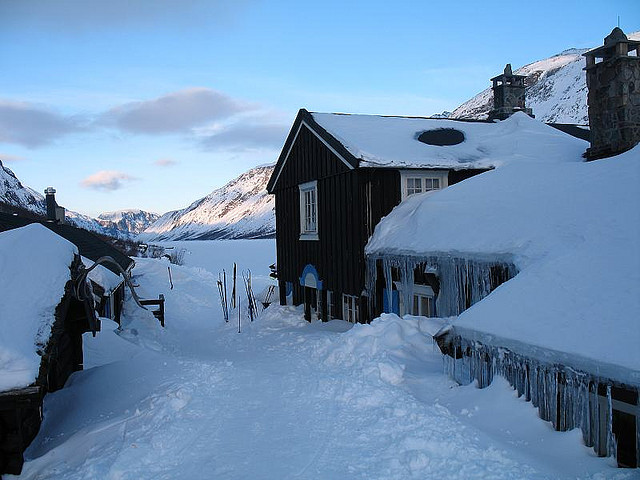
Il rifugio d'inverno.